# Guerra Civil da Lituânia (1432-1438)
A Guerra Civil Lituana de 1432–1438 foi uma guerra de sucessão ao trono do Grão-Ducado da Lituânia, após a morte de Vytautas, o Grande em 1430 sem deixar herdeiro. A guerra foi travada, de um lado, por Švitrigaila, aliado aos Cavaleiros Teutônicos, e, do outro, por Sigismundo Kęstutaitis, apoiado pelo Reino da Polônia. A guerra ameaçou romper a União de Krewo, a união pessoal entre Polônia e Lituânia. A aliança de Švitrigaila com o Grão-Mestre da Ordem Teutônica, Paul von Rusdorf, desencadeou a Guerra Polaco-Teutônica (1431–1435), mas não conseguiu garantir a vitória para Švitrigaila.
Quando Sigismundo assumiu o poder na Lituânia com um golpe em 1432, a Lituânia dividiu-se em dois campos opostos, iniciando três anos de hostilidades devastadoras. Para impedir que os Cavaleiros continuassem apoiando Švitrigaila, a Polônia apoiou uma invasão hussita à Prússia em 1433. A guerra terminou com uma derrota decisiva para Švitrigaila e seu aliado, o ramo livônio dos Cavaleiros Teutônicos, na Batalha de Wiłkomierz em setembro de 1435. Švitrigaila rendeu-se em 1437; Sigismundo Kęstutaitis governou a Lituânia por apenas oito anos antes de ser assassinado em 1440.

## Prelúdio
O Grão-Ducado da Lituânia e o Reino da Polônia haviam formado várias uniões frágeis nas décadas anteriores ao conflito, incluindo a União de Krewo em 1385, o Acordo de Ostrów em 1392 e a União de Horodło em 1413. Os dois estados uniram forças contra um inimigo comum, os Cavaleiros Teutônicos, na Batalha de Grunwald em 1410. A derrota dos Cavaleiros na batalha enfraqueceu, mas não eliminou completamente, o poder militar deles, e eles continuaram a se engajar em conflitos menores.
Tensões internas no estado parcialmente unificado persistiram após a batalha. Enquanto Jogaila (Jagiełło) e Vytautas haviam se convertido ao Catolicismo Romano, a elite Ortodoxa Oriental, juntamente com alguns magnatas lituanos, opôs-se a uma união mais estreita com a Polônia.
Em 27 de outubro de 1430, Vytautas, o Grande, Grão-Duque da Lituânia, morreu repentinamente sem deixar herdeiro ou testamento. Sua coroação como Rei da Lituânia havia sido agendada para setembro de 1430, mas os poloneses impediram que a coroa chegasse à Lituânia. A única filha de Vytautas, Sofia da Lituânia, era casada com Vasili I de Moscou e tinha apenas um filho sobrevivente, Vasili II. Ele era ortodoxo e não podia liderar o recém-cristianizado Grão-Ducado Católico. Essa adesão à fé ortodoxa também impediu muitos outros Gediminidas de se tornarem pretendentes ao trono. Havia dois candidatos católicos mais adequados: o irmão de Vytautas e herdeiro legal, Sigismundo Kęstutaitis, e o primo de Vytautas, Švitrigaila.
Os nobres lituanos elegeram unilateralmente Švitrigaila como o novo Grão-Duque. Isso violou os termos da União de Horodło de 1413, em que os lituanos haviam prometido não eleger um novo Grão-Duque sem a aprovação do Reino da Polônia. Na época, Jogaila (Jagiełło), Rei da Polônia e irmão de Švitrigaila, estava na Lituânia e participou do funeral de Vytautas. Em 7 de novembro de 1430, ele anunciou que aprovava a eleição e que as relações polaco-lituanas seriam formalmente determinadas em 15 de agosto de 1431. Contudo, um conflito armado eclodiu devido a disputas territoriais em Podólia e Volínia, que, segundo o entendimento da nobreza polonesa, sob os termos de um acordo de 1411, deveriam ser governados pela Lituânia apenas durante a vida de Vytautas.

## Guerra de Lutsk

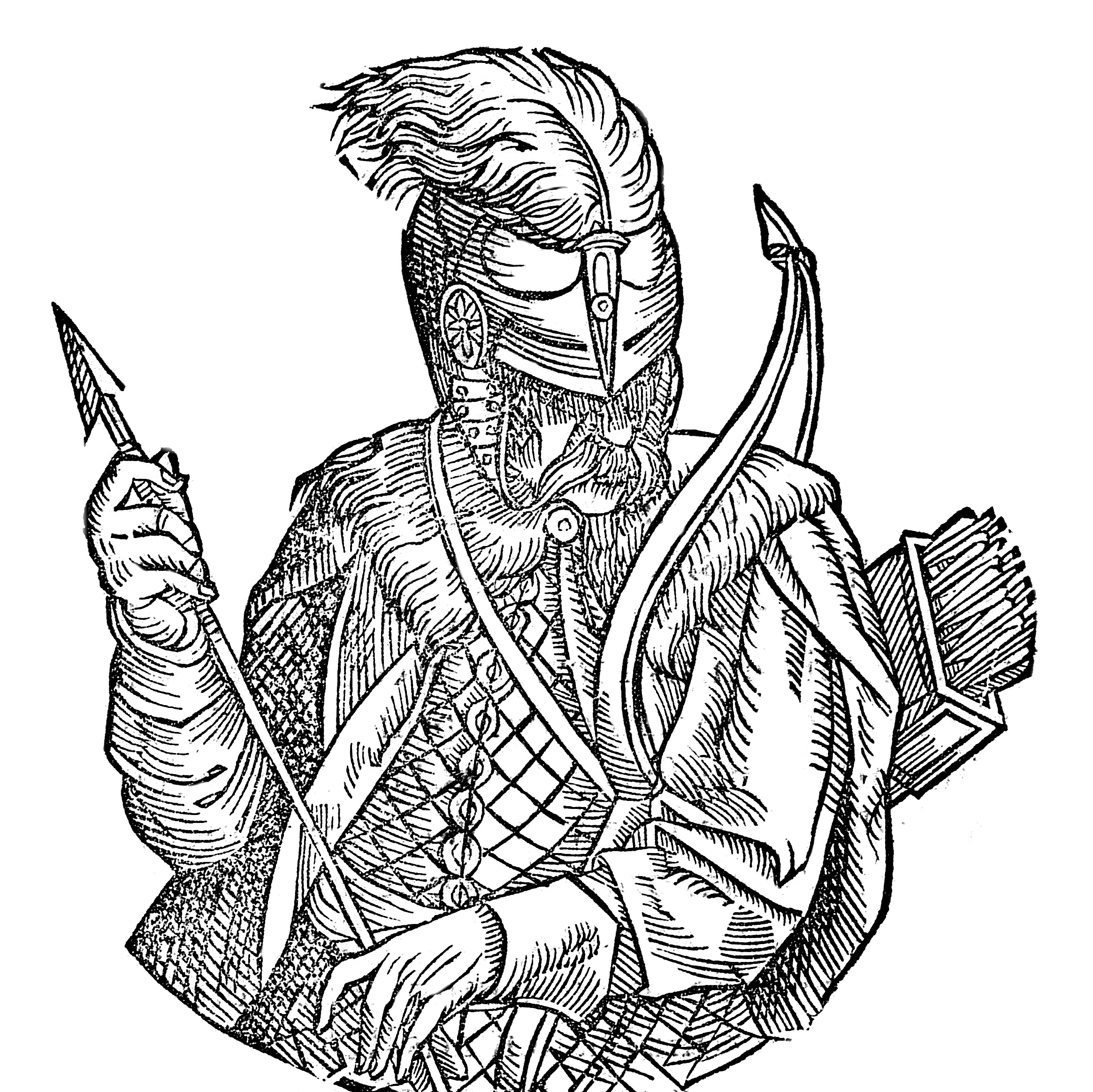
Švitrigaila retratado por Alexander Guagnini

Quando tropas polonesas invadiram Podólia, Švitrigaila prendeu seu irmão Jogaila, Rei da Polônia, em Vilnius. Jogaila foi libertado após prometer devolver Podólia ao Grão-Ducado da Lituânia. A nobreza polonesa, liderada por Zbigniew Oleśnicki, reuniu-se em Sandomierz em fevereiro de 1431. Indignados, anularam as promessas do rei e exigiram que Švitrigaila reconhecesse sua vassalagem a Jogaila. Švitrigaila recusou, declarou independência total e até pediu ao Sacro Imperador Romano Sigismundo que lhe enviasse a coroa destinada a Vytautas. Na mesma carta, Švitrigaila prometeu lealdade a Sigismundo e discutiu um possível casamento com uma filha do Voivoda da Moldávia.
Švitrigaila começou a organizar uma ampla coalizão anti-polonesa. Ele negociou com os Cavaleiros Teutônicos, com o Sacro Imperador Romano Sigismundo, com a Moldávia, com a Horda de Ouro e com os duques das terras orientais do Grão-Ducado da Lituânia. O aliado mais promissor foi a Ordem Teutônica, que buscava desfazer a união polaco-lituana responsável pela derrota da Ordem na Batalha de Grunwald (1410). Em junho de 1431, os Cavaleiros Teutônicos e Švitrigaila assinaram o Tratado de Christmemel.
Os exércitos moldavos, liderados por Alexandre, o Bom, também ajudaram Švitrigaila atacando a Polônia pelo sudeste. Em 25 de junho de 1431, o exército polonês invadiu Volínia. Eles capturaram parte da Volínia, incluindo Horodło, Volodymyr-Volynskyi e Zbarazh, derrotando as forças de Švitrigaila perto de Lutsk. Contudo, não conseguiram tomar o Castelo de Lubart.
Simultaneamente, de acordo com o Tratado de Christmemel, os Cavaleiros Teutônicos declararam guerra e invadiram a Polônia. Encontrando pouca oposição, os Cavaleiros devastaram a Terra de Dobrzyń, capturando a cidade de Nieszawa e tentando avançar para as regiões de Cuiávia e Krajna. Porém, o exército teutônico foi derrotado em 13 de setembro de 1431 na Batalha de Dąbki, perto de Nakel (atual Nakło nad Notecią).
Švitrigaila, cercado no Castelo de Lubart, ofereceu negociar a paz em 20 de agosto. Um acordo foi alcançado em 26 de agosto, encerrando a chamada Guerra de Lutsk. Um armistício formal foi assinado em Staryi Chortoryisk em 1º de setembro, com validade até 24 de junho de 1433. O acordo favoreceu a Polônia. No entanto, o armistício não resolveu o conflito subjacente. A guerra transformou-se em uma luta diplomática, com a Polônia tentando virar os nobres lituanos contra Švitrigaila.

## Golpe na Lituânia

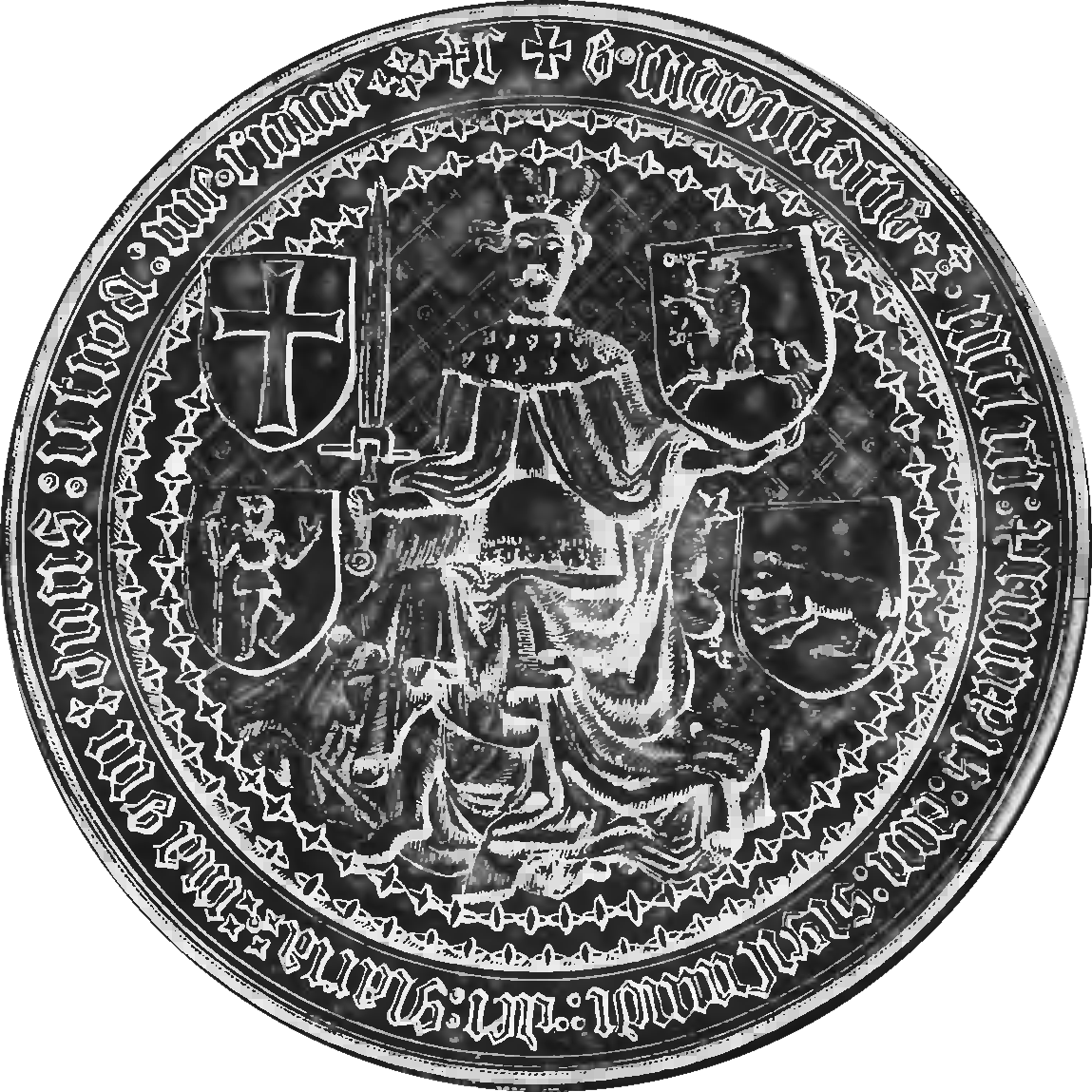
Selo real de Sigismundo Kęstutaitis

Em abril de 1432, em Sieradz, os poloneses ofereceram a Švitrigaila o mesmo acordo que Vytautas havia aceitado durante seu reinado: Švitrigaila seria o Grão-Duque, e Jogaila seria o Supremo Duque; após a morte de Švitrigaila, o trono lituano seria revertido para um dos filhos de Jogaila. Švitrigaila recusou ostensivamente, cristalizando a resistência local.
Em 31 de agosto de 1432, conspiradores, incluindo Semen Olshanski, Petras Mangirdaitis e Jonas Goštautas, atacaram Švitrigaila e sua escolta em Ashmyany, onde estavam hospedados durante a noite. Švitrigaila e alguns apoiadores, como Jurgis Gedgaudas e Jonas Manvydas, conseguiram escapar para Polotsk, enquanto sua esposa grávida foi capturada.
Os conspiradores instalaram Sigismundo Kęstutaitis, irmão de Vytautas, como o novo Grão-Duque. Não está claro quais grupos apoiaram Sigismundo ou por quê. Possivelmente, alguns nobres lituanos estavam descontentes com os favores concedidos por Švitrigaila aos duques ortodoxos, mas antes do golpe nenhuma oposição havia se manifestado.
Sigismundo retomou a política de união com a Polônia. Em 15 de outubro de 1432, ele assinou a União de Grodno, que essencialmente confirmou a União de Vilnius e Radom (1401) e garantiu a Sigismundo os mesmos direitos de Vytautas. Após a morte de Sigismundo, a Lituânia retornaria ao rei da Polônia.

## Invasão Hussita da Prússia
Em junho de 1433, a Polônia aliou-se aos hussitas tchecos para impedir que a Ordem Teutônica continuasse enviando apoio secreto a Švitrigaila por meio de seu ramo livônio. A Ordem Teutônica apoiava o Papa e o Sacro Imperador Romano Sigismundo contra os hussitas hereges durante as Guerras Hussitas.
Durante sua última e maior "cavalgada magnífica", as forças hussitas, lideradas por Jan Čapek de Sány, também receberam apoio do duque Bogusław IX de Pomerânia, do Ducado de Stolp (Słupsk). Durante quatro meses, o exército hussita devastou territórios teutônicos em Neumark, Pomerânia e no oeste da Prússia. Eles atacaram Konitz (atual Chojnice), Schwetz (atual Świecie) e Danzig (atual Gdańsk).
Eles capturaram várias cidades e castelos, incluindo Dirschau (atual Tczew), em 29 de agosto de 1433. Apesar de falharem no cerco a Danzig, os hussitas celebraram sua "cavalgada magnífica" simbolicamente enchendo suas garrafas com água do Mar Báltico.
Em 13 de setembro de 1433, um armistício foi assinado em Jasiniec. Negociações entre poloneses e teutônicos continuaram em Brześć Kujawski, enquanto negociações entre hussitas e católicos ocorreram no Concílio de Florença e na Dieta Tcheca em Praga. A invasão liderada pela Polônia em Neumark e Pomerânia foi bem-sucedida, isolando a Ordem Teutônica de apoio do Sacro Império Romano e convencendo-a a assinar um tratado com os poloneses.
Em 15 de dezembro de 1433, foi assinado um armistício de doze anos, o Trégua de Łęczyca, entre os poloneses e a Ordem em Łęczyca. Alguns historiadores poloneses dividem esta guerra polaco-teutônica em duas: 1431–1433 e 1435. A Ordem Teutônica concordou com a maioria das demandas polonesas, incluindo cessar seu apoio a Švitrigaila e manter as terras ocupadas até a assinatura de um tratado de paz (uti possidetis). Além disso, nenhuma das partes buscaria mediação de potências estrangeiras para alterar o armistício.
Esse acordo encerrou a guerra em solo polonês; o conflito nos territórios lituanos continuaria por mais dois anos, já que o armistício com a Polônia não se estendia à Ordem da Livônia.

## Batalha Decisiva
Em julho e agosto de 1433, Švitrigaila e seus aliados livônios invadiram Lida, Kreva e Eišiškės, devastando os arredores de Vilnius, Trakai e Kaunas. As hostilidades foram brevemente interrompidas por uma peste equina.
Quando Jogaila morreu em maio de 1434, a Ordem retomou seu apoio a Švitrigaila, que reuniu seus aliados, incluindo cavaleiros da Ordem da Livônia, os duques ortodoxos e seu sobrinho Sigismundo Korybut, um comandante militar de destaque dos hussitas.
Em setembro de 1435, a Batalha de Wiłkomierz (Vilkomir, Vilkmergė) foi travada a noroeste de Vilnius. Estima-se que tenha envolvido 30 000 homens de ambos os lados. O exército de Švitrigaila, liderado por Sigismundo Korybut, foi dividido pelo ataque do exército lituano-polaco, liderado por Michael Žygimantaitis, e sofreu uma derrota devastadora.
Švitrigaila conseguiu escapar com um pequeno grupo de seguidores para Polotsk. A Ordem da Livônia sofreu uma grande derrota, comparável àquela infligida à Ordem Teutônica na Batalha de Grunwald em 1410.
No final de 1435, os Cavaleiros Teutônicos assinaram o Tratado de Paz de Brześć Kujawski. Eles concordaram em cessar o apoio a Švitrigaila e, no futuro, apoiar apenas Grão-Duques devidamente eleitos conjuntamente por Polônia e Lituânia. O tratado não alterou as fronteiras estabelecidas pelo Tratado de Melno em 1422.

## Consequências
Švitrigaila começou a perder influência nos principados eslavos e não podia mais resistir à Polônia e a Sigismundo. Em 4 de setembro de 1437, ele tentou se reconciliar com a Polônia, propondo governar as terras que ainda o apoiavam (principalmente Kiev e Volínia), e que, após sua morte, esses territórios seriam passados ao rei da Polônia. No entanto, sob forte protesto de Sigismundo, o Senado polonês recusou-se a ratificar o tratado.
Em 1438, Švitrigaila retirou-se para a Moldávia. O reinado de Sigismundo Kęstutaitis foi breve — ele foi assassinado em 1440. Švitrigaila retornou do exílio em 1442 e governou Lutsk até sua morte uma década depois.
O filho de Jogaila, Casimiro IV Jaguelão, nascido em 1426, recebeu aprovação como hospodar hereditário pelas famílias governantes da Lituânia em 1440. Este evento é considerado pelos historiadores Jerzy Lukowski e Hubert Zawadzki como o fim da disputa sucessória.

## Leituras adicionais
- Grodecki, Roman; Zachorowski, Stanisław; Dąbrowski, Jan (1995) [1926]. Dzieje Polski Średniowiecznej (em polaco). 2. Kraków: Wydawnictwo Platan. pp. 103–125. ISBN 83-7052-230-0
- Biskup, Marian; Labuda, Gerard (1986). Dzieje zakonu krzyżackiego w Prusach (em polaco). Gdańsk: Wydawnictwo Morskie